# Chrysaora
Chrysaora és un gènere de meduses de la classe dels escifozous, família Pelagiidae.

## Taxonomia
El gènere està format per 16 espècies acceptades:
- Chrysaora achlyos
- Chrysaora africana
- Chrysaora agulhensis
- Chrysaora chesapeakei
- Chrysaora chinensis
- Chrysaora colorata
- Chrysaora fulgida
- Chrysaora fuscescens
- Chrysaora helvola
- Chrysaora hysoscella
- Chrysaora lactea
- Chrysaora melanaster
- Chrysaora pacifica
- Chrysaora pentastoma
- Chrysaora plocamia
- Chrysaora quinquecirrha